# MASTER PIECE YOHITO TERAOKA BEST ALBUM
『MASTER PIECE』（マスター・ピース）は、日本のシンガーソングライター・寺岡呼人のベスト・アルバム。2013年11月6日にMONKEY BUSINESSより発売された。

## 音楽性
寺岡呼人のソロデビュー20周年を記念したベスト・アルバム。CDは2枚組で、20年間に発表された楽曲の中から寺岡自身で選曲した全20曲をレコーディングし直したうえで収録している。また、ボーカル・ディレクションは山田ひろしが担当。
本作について、寺岡は「1993年11月17日にデビューした僕は、歌う事も、アレンジも、曲作りも素人同然だった。結局、手探りのまま20年歌い続けた。1年も休まずに。やっていることは、曲を作って、レコーディングして、ライブをする。この3つだけ。この3つだけを繰り返しただけだ。そしてある時『あれ、昔よりも上手くなってる気がする』と感じた。そして、これはこれだけの時間続けてこないと無理だと思った」「僕の場合、『石の上にも3年』ではなく、『石の上にも20年』掛かったのだ。そんな僕の不器用な20年の軌跡がこのアルバムです」とコメントしている。

## リリース・プロモーション
会場限定盤と通常盤の2形態で発売。どちらもCD2枚組で、会場限定盤は『寺岡呼人 20周年記念 GC18 プレミアムBOX』として音楽イベント『Golden Circle Vol.18 ～Yohito Teraoka 20th Anniversary Special～』（後述）の会場で発売され、タオルとパンフレットが同梱された。通常盤はタワーレコードのみでの限定発売で、翌年からはAmazon.co.jpでも発売がスタートした。
寺岡呼人ソロとしては『Love/Life THE BEST OF YOHITO TERAOKA』以来15年ぶり2作目となるベスト・アルバムとなる。
本作のアートディレクターは石川貴章が担当。
2015年よりiTunesおよびApple Musicで本作のダウンロード配信・サブスクリプション配信がスタート。現在では他のサイトでも配信が行なわれている。

## ライブ・パフォーマンス
本作発売週である2013年11月9日 - 10日、寺岡呼人主催の音楽イベント『Golden Circle Vol.18 ～Yohito Teraoka 20th Anniversary Special～』を日本武道館で開催。両日Mr.Childrenの桜井和寿が出演したほか、9日にはゆず、10日には小田和正と植村花菜が出演した。翌週の11月13日 - 14日には大阪城ホールでも同イベントが開催され、両日桜井と奥田民生が出演したほか、13日にはシークレット・ゲストとしてMr.Childrenの鈴木英哉が出演した。本イベントの模様は、2014年1月3日にWOWOWで放送されたほか、1月5日に日本テレビ系音楽番組『LIVE MONSTER』でも紹介された。
2014年2月8日、本作の発売を記念したライブ『寺岡呼人 BEST ALBUM 発売記念ライブ 「MASTER PIECE」』を赤坂BLITZで開催。このライブの模様の一部が、同年発売のオリジナルアルバム『Baton』の初回限定盤付属のDVDに収録されている。

## 収録曲
- 全作詞・作曲：寺岡呼人（#2, #5, #8, #14除く） / プロデュース：寺岡呼人

### DISC 01
1. スーパースター [4:52]
  - 編曲：寺岡呼人・鈴木 "Daichi" 秀行

9thアルバム『LIVES』収録曲。
2. 競争る為にだけ生まれてきた訳じゃねぇ [4:27]
  - 作詞：桜井和寿 / 作曲・編曲：寺岡呼人

15thシングル。
3. スマイル [4:51]
  - 編曲：寺岡呼人

会場限定シングル。アルバム初収録。
4. 大人 [5:25]
  - 編曲：寺岡呼人

9thアルバム『LIVES』収録曲。
5. オリオン座 [5:01]
  - 作詞：寺岡呼人・山田ひろし / 作曲：寺岡呼人 / 編曲：寺岡呼人・磯貝サイモン

10thアルバム『独立猿人』収録曲。
6. オペラグラス1976 [4:59]
  - 編曲：寺岡呼人

5thアルバム『COSMOS』収録曲。
7. ブランニュージェネレーション [5:44]
  - 編曲：寺岡呼人・鈴木 "Daichi" 秀行

9thシングル。
8. 花火 [4:49]
  - 作詞：寺岡呼人・山田ひろし / 作曲・編曲：寺岡呼人

10thアルバム『独立猿人』収録曲。
9. 夜曲 [5:18]
  - 編曲：寺岡呼人 / 弦編曲：門脇大輔 (GRAPLE JAM)

7thアルバム『the great escape』収録曲。
10. PARADE [5:15]
  - 編曲：寺岡呼人・磯貝サイモン

ベスト・アルバム『Love/Life THE BEST OF YOHITO TERAOKA』収録曲。

### DISC 02
1. 走れ、機関車! [3:58]
  - 編曲：寺岡呼人・橋口靖正

7thアルバム『the great escape』収録曲。
2. 潮騒 [5:02]
  - 編曲：寺岡呼人 / 管編曲：山本拓夫

2ndシングル。
3. 「あとどれくらい?」 [5:35]
  - 編曲：寺岡呼人 / 管編曲：山本拓夫

13thシングル『Beautiful days』カップリング曲。
4. マチルダ [5:16]
  - 作詞：寺岡呼人・山田ひろし / 作曲：寺岡呼人 / 編曲：寺岡呼人・磯貝サイモン

10thアルバム『独立猿人』収録曲。
5. 眼 [4:19]
  - 編曲：寺岡呼人

10thアルバム『独立猿人』収録曲。
6. 酔いどれ天使 [4:34]
  - 編曲：寺岡呼人

15thシングル『競争る為にだけ生まれてきた訳じゃねぇ』カップリング曲。
7. 陽のあたる場所 [4:18]
  - 編曲：寺岡呼人

7thシングル。
8. JET MOBILE 2000 [4:25]
  - 編曲：寺岡呼人・鈴木 "Daichi" 秀行

8thシングル『胸いっぱいの愛を』カップリング曲。
9. エンドロール [6:01]
  - 編曲：寺岡呼人

9thアルバム『LIVES』収録曲。
10. ハローグッバイ [4:50]
  - 編曲：寺岡呼人・磯貝サイモン

10thアルバム『独立猿人』収録曲。

## 参加ミュージシャン
- 林久悦：Drums (#1 - #11, #14 - #19), Chorus (#3)
- 沼澤尚：Drums (#12, #13, #20)
- 寺岡呼人：Bass (#1, #2, #4 - #11, #14 - #19), E. Guitar (#1, #2, #6, #7, #15, #20), A. Guitar (#3, #8, #9, #14, #16, #19, #20), Chorus
- 松原秀樹：Bass (#12, #13, #20)
- 林由恭：Bass (#3), Chorus (#3)
- 松原正樹：E. Guitar (#5, #12 - #14, #19)
- 磯貝サイモン：E. Guitar (#1 - #4, #6, #8, #10, #16), A. Piano (#2, #4 - #6, #8 - #10, #14, #16, #19, #20), E. Piano (#2, #12, #13), other instruments (#3 - #6, #8, #10, #14, #16, #19, #20), Chorus (#3)
- 鈴木 "Daichi" 秀行：E. Guitar (#7, #18), other instruments (#1, #7, #18)
- 橋口靖正：E. Guitar (#11, #17), A. Piano (#11), other instruments (#11 - #13, #17)
- 山田ひろし：E. Guitar solo (#15), Chorus (#2, #3, #7, #8, #10, #12, #13, #15, #17 - #20)
- 三沢またろう：Percussion (#10, #12, #13)
- 山本拓夫group：Brass (#12, #13)
- 門脇大輔ストリングス：Strings (#9)
- 多保孝一：Chorus (#7, #19)
- シュワ：Chorus (#2, #7, #17, #19)